# Regula Ludi
Regula Marianne Ludi (* 19. Januar 1965) ist eine Schweizer Holocaustforscherin.
Ludi promovierte 1997 an der Universität Bern, habilitierte 2009 an der Universität Zürich im Fach Geschichte und lehrt als Privatdozentin an verschiedenen Schweizer Universitäten. Sie war Fellow am United States Holocaust Memorial Museum und veröffentlichte zahlreiche Schriften zur Beziehung zwischen der Schweiz und NS-Deutschland. Für die Unabhängige Expertenkommission Schweiz – Zweiter Weltkrieg veröffentlichte sie 2001 zusammen mit Thomas Huonker den Bericht Roma, Sinti und Jenische. Schweizerische Zigeunerpolitik zur Zeit des Nationalsozialismus.